# Tull (Arkansas)
Tull es un pueblo ubicado en el condado de Grant en el estado estadounidense de Arkansas. En el Censo de 2010 tenía una población de 448 habitantes y una densidad poblacional de 50,43 personas por km².

## Geografía
Tull se encuentra ubicado en las coordenadas 34°26′28″N 92°35′9″O / 34.44111, -92.58583. Según la Oficina del Censo de los Estados Unidos, Tull tiene una superficie total de 8.88 km², de la cual 8.85 km² corresponden a tierra firme y (0.41%) 0.04 km² es agua.

## Demografía
Según el censo de 2010, había 448 personas residiendo en Tull. La densidad de población era de 50,43 hab./km². De los 448 habitantes, Tull estaba compuesto por el 97.32% blancos, el 0.22% eran afroamericanos, el 0.45% eran amerindios, el 0.45% eran asiáticos, el 0% eran isleños del Pacífico, el 0.45% eran de otras razas y el 1.12% pertenecían a dos o más razas. Del total de la población el 2.9% eran hispanos o latinos de cualquier raza.